# Winnie Nanyondo
Winnie Nanyondo (* 23. August 1993 in Mulago) ist eine ugandische Leichtathletin, die sich auf die Mittelstrecken spezialisiert hat. Zwischen 2014 und 2018 war sie Inhaberin des Ugandischen Rekordes im 800-Meter-Lauf.

## Karriere
Erste internationale Erfahrungen sammelte Winnie Nanyondo bei den Juniorenweltmeisterschaften 2012 im Estadi Olímpic Lluís Companys in Barcelona teil und startete dort im 800-Meter-Lauf. Sie qualifizierte sich für das Finale und beendete das Finale in 2:07,23 min auf dem achten Platz. Im Jahr darauf nahm sie an der Sommer-Universiade in Kasan teil und durfte über die 800 Meter und die 1500 Meter an den Start gehen. Über die 800 Meter schied sie im Halbfinale mit einer Zeit von 2:02,96 Minuten aus dem Wettbewerb aus. Im Wettbewerb über die 1500 Meter schied sie in den Vorläufen aus. Am 18. Juli 2014 bestritt sie einen Wettbewerb in Monaco und konnte dort über die 800 Meter mit 1:58,63 Minuten eine neue persönliche Bestzeit aufstellen, welche zudem einen neuen ugandischen Rekord über diese Strecke bedeutete. Zwischen dem 24. Juli und dem 3. August durfte sie an den Commonwealth Games in Glasgow teilnehmen. Obwohl sie für den 1500-Meter-Lauf gemeldet war, ging sie nicht an den Start. Im Gegensatz dazu erreichte sie im 800-Meter-Lauf das Finale und konnte in einer Zeit von 2:01,38 Minuten hinter Eunice Jepkoech Sum aus Kenia und der Schottin Lynsey Sharp die Bronzemedaille gewinnen. 2015 wurde sie bei den Afrikaspielen in Brazzaville in 2:04,53 min Siebte über 800 Meter.
Zwei Jahre später qualifizierte Winnie Nanyondo sich für die Olympischen Spiele 2016 in Rio de Janeiro und wurde auch vom Olympischen Komitee Ugandas für die Olympischen Spiele nominiert. In den Vorläufen schied sie mit einer Zeit von 2:02,77 Minuten aus dem olympischen Wettbewerb aus. Im Jahr darauf nahm sie an den Weltmeisterschaften in London teil und schied dort mit 2:02,65 min in der ersten Runde aus. 2018 erfolgte die erneute Teilnahme an den Commonwealth Games im australischen Gold Coast, bei denen sie über 800 Meter in 2:00,36 min Vierte wurde. Zudem erreichte sie mit neuer Bestleistung über 1500 Meter in 4:06,05 min Rang zehn. Im Jahr darauf erreichte sie bei den Weltmeisterschaften in Doha über 800 Meter das Finale, in dem sie mit 1:59,18 min den vierten Platz belegte. 2021 startete sie über 800 und 1500 Meter bei den Olympischen Spielen in Tokio und schied dort über die kürzere Distanz mit 1:59,84 min im Halbfinale aus, während sie über 1500 Meter bis ins Finale gelangte und dort mit 3:59,80 min den siebten Platz belegte.
2022 startete sie über 1500 Meter bei den Hallenweltmeisterschaften in Belgrad und belegte dort in 4:04,60 min den vierten Platz. Kurz zuvor verbesserte sie in Toruń den Landesrekord auf 4:03,54 min. Im Juli belegte sie bei den Weltmeisterschaften in Eugene in 4:01,98 min im Finale den achten Platz über 1500 Meter und anschließend gelangte sie bei den Commonwealth Games in Birmingham mit 4:05,68 min auf Rang sechs. Im Jahr darauf schied sie bei den Weltmeisterschaften in Budapest mit 4:10,55 min in der ersten Runde aus. 2024 schied sie bei den Olympischen Spielen in Paris mit 4:06,35 min in der Hoffnungsrunde aus.
2014 und 2019 wurde Nanyondo ugandische Meisterin im 400-Meter-Lauf sowie mit der 4-mal-400-Meter-Staffel.

## Persönliche Bestzeiten
- 800 Meter: 1:58,63 min, 18. Juli 2014 in Monaco
  - 800 Meter (Halle): 2:01,70 min, 9. Februar 2020 in Metz
- 1000 Meter: 2:36,13 min, 13. Juli 2018 in Rabat
  - 1000 Meter (Halle): 2:37,80 min, 10. Februar 2019 in Liévin (ugandischer Rekord)
- 1500 Meter: 3:59,56 min, 16. Juni 2019 in Rabat (ugandischer Rekord)
  - 1500 Meter (Halle): 4:03,54 min, 22. Februar 2022 in Toruń (ugandischer Rekord)
- Meile: 4:18,65 min, 12. Juli 2019 in Monaco (ugandischer Rekord) 
  - Meile (Halle): 4:29,40 min, 16. Februar 2019 in Birmingham (ugandischer Rekord)
- 3000 Meter: 8:52,30 min, 13. Mai 2022 in Doha
  - 3000 Meter (Halle): 8:55,23 min, 8. Februar 2023 in Toruń